# 雲岡区
雲岡区（うんこう-く）は中華人民共和国山西省大同市に位置する市轄区。2018年に旧鉱区及び城区と南郊区の各一部をもって設置された区である。

## 行政区画
- 街道：新勝街道、新文街道、新平旺街道、和旺街道、民勝街道、新泉街道、口泉街道、平泉街道、玉泉街道、清泉街道、和瑞街道、和順街道、平徳街道、平盛街道、平源街道、平喜街道、西花園街道、老平旺街道、雲燕街道、雲武街道、玉竜街道
- 鎮：高山鎮、雲岡鎮
- 郷：口泉郷、西韓嶺郷、平旺郷、鴉児崖郷

## 名所
- 雲崗石窟
- 観音堂
- 玉龍洞
- 焦山石窟寺
- 大同炭鉱万人坑
- 楊家窯村
- 高山古城[1]